# Нервни тракт
Нервни тракт је сноп нервних влакана (аксона) који повезују једра централног нервног система. У периферном нервном систему ово је познато као нерв и има повезано везивно ткиво. Главни нервни путеви у централном нервном систему су три типа: асоцијацијска влакна, комисурална влакна и пројекциона влакна. Тракт се такође може назвати комисура, крижање, стаза или фасцикулус.

## Врсте
Нервна влакна у централном нервном систему могу се категорисати у три групе на основу њиховог тока и веза. Различити тракти се такође могу назвати пројекцијама.

### Асоцијацијска влакна
Путеви који повезују кортикалне области унутар исте хемисфере називају се асоцијацијски тракт. Дуга асоцијацијска влакна међусобно повезују различите режњеве хемисфере, док кратка асоцијацијска влакна повезују различите вијуге унутар једног режња. Међу њиховим улогама, асоцијацијски трактови повезују перцептуалне и меморијске центре мозга.
Цингулум је главни асоцијацијски тракт. Цингулум формира језгро беле материје цингуларног гируса и повезује се од њега до енториналног кортекса. Још један велики асоцијацијски тракт је супериорни лонгитудинални фасцикулус који има три дела.

### Комисурна влакна
Комисурални тракт повезују одговарајуће кортикалне области у две хемисфере. Они прелазе из једне хемисфере мозга у другу преко мостова који се називају комисуре. Велика већина комисурних тракта пролази кроз највећу комисуру жуљевито тело. Неколико тракта пролази кроз много мање предње и задње комисуре. Комисурални тракт омогућавају левој и десној страни великог мозга да комуницирају једни са другима. Друге комисуре су хипокампална комисура и хабенуларна комисура.

### Пројекциона влакна
Пројекциони путеви повезују кору великог мозга са цорпус стриатум, диенцефалоном, можданим стаблом и кичменом мождином. Кортикоспинални тракт, на пример, преноси моторичке сигнале од великог мозга до кичмене мождине. Други пројекциони путеви преносе сигнале према горе до мождане коре. Изнад можданог стабла, такви тракти формирају широку, густу плочу која се назива унутрашња капсула између таламуса и базалних језгара, а затим зраче у дивергентном, лепезастом низу до одређених области кортекса.